# Jan Kanty Moszyński

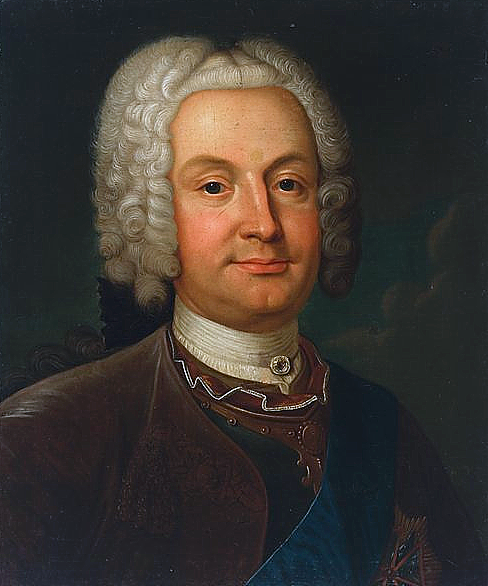
Jan Kanty Moszyński

Wappen der Familie Moszyńscy

Jan Kanty Moszyński, auch Johann Xantius Anton († 14. September 1737 in Warschau) war ein polnischer Adliger und Schatzmeister des Königs August II.

## Leben
Jan Kanty entstammte dem verarmten polnischen Hochadelsgeschlecht von Moszyńscy. Sein Vater Aleksander Michał Moszyński war als Schatzmeister in einem kleinen Dorf in Podlachien tätig. Die Mutter Teresa von Ossolinski gehörte zur Familie Tęczyński. Jan Kanty hatte außerdem zwei Brüder.
Der Onkel Jan Kantys Franciszek Maksymilian Ossoliński war der Privatsekretär von König August II. Als Vertrauter des Königs verschaffte er seinem Neffen Zugang zum Hof in Dresden, wo dieser eine Anstellung als Kammerherr erhielt. In den darauffolgenden Jahren machte er stetig weiter Karriere. Am 26. Februar 1726 wurde er zum Starost in Gostyń und kurz darauf am 8. Mai auch in Inowłódz ernannt. Am 4. Mai 1729 erhielt er den Titel incisor Regni (Corona Regni Poloniae) und wurde am 20. Mai des gleichen Jahres schließlich zum königlichen Schatzmeister ernannt. Für seine Verdienste im Staatsdienst wurde er am 18. Februar 1730 mit dem Orden vom Weißen Adler ausgezeichnet.
Jan Kanty heiratete als königlich-polnischer Kronhofschatzmeister und kurfürstlich-sächsischer Oberfalkenmeister Anton Moszynski am 18. Februar 1730 in Dresden Friederike Alexandra von Cosel (1709–1784), die uneheliche Tochter des Königs. Aus der Ehe gingen die beiden Söhne Friedrich August und Friedrich Joseph hervor. Beide Söhne machten während der Regierungszeit von Stanislaus II. August Poniatowski Karriere und erhielten zahlreiche Ehrungen.